# Faithfull-Massaker
Beim Faithfull-Massaker im April 1838 bei Benalla in australischen Bundesstaat Victoria wurden mehrere europäische Siedler durch Koori getötet. In den Folgejahren wurden etwa 100 Aborigines getötet. 
Im April 1838 waren 18 Personen, geführt von George und William Faithfull, auf Landsuche südlich von Wangaratta. Dort wurden sie beim heutigen Benalla von einer großen Anzahl von Aborigines in ihrem Camp angegriffen. Ein Koori und 8 bis 13 Europäer starben in diesem nach den Faithfulls benannten Massaker. 
Infolge dieser Auseinandersetzungen kam es über mehrere Jahre hinweg zu gewalttätigen Auseinandersetzungen zwischen den Siedlern und den Aborigines, bei denen etwa 100 Aborigines ums Leben kamen. Die Gründe für die Auseinandersetzungen mit Todesfolgen blieben unklar. Dennoch ging es vermutlich um Land zum Siedeln und zur Jagd, denn die Europäer schossen auf die lokalen Aborigines und bedrohten sie. Als ein Geistlicher namens Docker in diese Gegend kam und sich dort niederließ, wurden die Auseinandersetzungen beendet.

## Quelle
- www.smh.com.au